# Campionati mondiali di pentathlon moderno 1975
I campionati mondiali di pentathlon moderno 1975 si sono svolti a Città del Messico, in Messico. Si sono disputate le gare maschili individuali ed a squadre.

## Risultati

### Maschili
| Evento      | Oro                                                      | Argento                                                    | Bronzo                                                      |
| Individuale | Pavel Lednëv                                             | Tamás Kancsal                                              | Jeremy Fox                                                  |
| A squadre   | Ungheria Tamás Kancsal Tibor Maracskó Szvetiszláv Sasics | Stati Uniti John Fitzgerald Michael Burley Orben Greenwald | Unione Sovietica Pavel Lednëv Vladimir Šmelëv Leonid Ivanov |

## Medagliere
| Posizione | Paese            |   |   |   | Totale |
| --------- | ---------------- | - | - | - | ------ |
| 1         | Ungheria         | 1 | 1 | 0 | 2      |
| 2         | Unione Sovietica | 1 | 0 | 1 | 2      |
| 3         | Stati Uniti      | 0 | 1 | 0 | 1      |
| 4         | Regno Unito      | 0 | 0 | 1 | 1      |
| Totale    | Totale           | 2 | 2 | 2 | 6      |